# Ишим (река)
Ишим (рус. Ишим) је река у азијском делу Русије и Казахстану дугачка 2.450 km. Припада сливу Северног леденог океана. Површина слива износи 170.000 km², а средњи проток је 56,3 m³- у секунди. Утиче у Иртиш код града Уст-Ишима. 
Плован је у доњем току. Залеђен је од новембра до априла. Река има више притока од којих су највеће: Колутон, Акан-Бурлук, Иман-Бурлук десне и Терисакан у Казахстану леве.
Неки од вечих градова кроз које плови Ишим су: Астана, Петропавловск, Ишим, Уст-Ишим.